# Alfred Bogen
Alfred Bogen (* 18. Juni 1885 in Eckmannsdorf; † 14. März 1944 in Magdeburg) war ein deutscher Lehrer, Schulrat, Naturschützer und Museumsdirektor, der von 1931 bis zu seinem Tod das Museum für Naturkunde und Vorgeschichte in Magdeburg leitete.

## Leben
Nach dem Besuch des Königlichen Lehrerseminars in Elsterwerda wurde Alfred Bogen 1905 Lehrer in Gröben, 1909 wechselte er nach Keutschen und 1911 nach Berlin, wo er u. a. Versuche zur freien geistig-technischen Organisierung des Unterrichts mittels Zellenarbeit durchführte. Er wurde Vorsitzender der Arbeitsgruppe für praktische Pädagogik erwarb und publizierte mehrfach mit dem Zweck der Durchsetzung neuer reformpädagogischer Bestrebungen, damals bekannt unter dem Namen Arbeitsschule. 1923 wurde Bogen kommissarischer Schulrat in Stendal und im folgenden Jahr wechselte er in die Hauptstadt der preußischen Provinz Sachsen nach Magdeburg, wo er das Amt des Magistratsschulrates antrat.
1931 quittierte er den Schuldienst und wurde Direktor des Magdeburger Museums für Naturkunde und Vorgeschichte. 1932 wurde er zum Provinzialkommissar des Provinzialkomitees für Naturdenkmalpflege bzw. der Provinzstelle für Naturschutz der Provinz Sachsen berufen. Gleichzeitig war Alfred Bogen Kommissar für Naturdenkmalpflege des Stadtkreises Magdeburg und Bezirksnaturschutzbeauftragter für den Regierungsbezirk Magdeburg. Dieses Amt legte er 1938 nieder. Zumindest Ende der 1930er Jahre lebte er in Magdeburg-Wilhelmstadt an der Adresse Große Diesdorfer Straße 21, 22.

## Werke (Auswahl)
- Arbeitsbuch für den Sachunterricht in Berliner Schulen in 3 Heften. Breslau 1925.
- Magdeburger Rechenbuch. 1927.
- Leben und Streben, ein Bericht über das 6. und 7. Schuljahr einer Volksschule. Langensalza 1928.
- Der Storch im Regierungsbezirk Magdeburg. In: Der Roland, 1934.
- Die Vorgeschichte des Magdeburger Landes. (= Magdeburger Kultur- und Wirtschaftsleben. 12). Magdeburg 1937.
- Naturschutz in der Provinz Sachsen. (= Schriftenreihe des Heimatbundes Provinz Sachsen und Land Anhalt). Magdeburg 1939.
- Führer durch das städtische Museum für Naturkunde und Vorgeschichte. Magdeburg 1942.